# Brian Deane
Brian Christopher Deane, född 7 februari 1968 i Leeds, Yorkshire, England, är en före detta engelsk fotbollsspelare som spelade för bland annat Sheffield United, Leeds United, Benfica, Middlesbrough, West Ham och Sunderland. Han spelade även tre landskamper för England.
Deane gjorde det första målet någonsin i engelska Premier League, i en match mellan sitt Sheffield United och Manchester United efter 5 minuter den 15 augusti 1992. I samma match gjorde han ett andra mål efter 50 minuter från straffpunkten och Sheffield United kom att vinna matchen med 2-1.